# Ätran
 Denne artikel omhandler floden Ätran. Opslagsordet har også en anden betydning, se Ätran (by).
Ätran er en svensk flod. Den er med sine 243 kilometer Hallands næstlængste. Ätran starter sit løb ved Gullered 332 moh. og løber gennem den sydøstlige del af Västergötland og ud i Kattegat ved Falkenberg i Halland. Ätran har et afvandingsareal på 3.343 km². Der er otte vandkraftværker langs Ätran og yderligere to ved dens bifloder. Dens største biflod er Högvadsån.